# Montevideo (Rotterdam)
Il Montevideo è un grattacielo residenziale di Rotterdam, nei Paesi Bassi, che misura in altezza 152,3 m (139,5 m al tetto). È stato l'edificio più alto della nazione, sino alla costruzione nel 2010 del New Orleans ed è stato progettato dallo studio Mecanoo.